# Cantone di Maîche
Il cantone di Maîche è una divisione amministrativa dell'arrondissement di Montbéliard, situato nel dipartimento del Doubs nella regione della Borgogna-Franca Contea.
A seguito della riforma approvata con decreto del 25 febbraio 2014, che ha avuto attuazione dopo le elezioni dipartimentali del 2015, è passato da 27 a 51 comuni.

## Composizione
I 27 comuni facenti parte prima della riforma del 2014 erano:
- Battenans-Varin
- Belfays
- Belleherbe
- Les Bréseux
- Cernay-l'Église
- Charmauvillers
- Charmoille
- Charquemont
- Cour-Saint-Maurice
- Damprichard
- Les Écorces
- Ferrières-le-Lac
- Fessevillers
- Fournet-Blancheroche
- Frambouhans
- Goumois
- La Grange
- Maîche
- Mancenans-Lizerne
- Mont-de-Vougney
- Orgeans-Blanchefontaine
- Provenchère
- Thiébouhans
- Trévillers
- Urtière
- Vaucluse
- Vauclusotte

Dal 2015 i comuni appartenenti al cantone sono i seguenti 51:
- Abbévillers
- Autechaux-Roide
- Belfays
- Bief
- Blamont
- Bondeval
- Les Bréseux
- Burnevillers
- Cernay-l'Église
- Chamesol
- Charmauvillers
- Charquemont
- Courtefontaine
- Dampjoux
- Damprichard
- Dannemarie
- Les Écorces
- Écurcey
- Ferrières-le-Lac
- Fessevillers
- Fleurey
- Fournet-Blancheroche
- Frambouhans
- Froidevaux
- Glay
- Glère
- Goumois
- Indevillers
- Liebvillers
- Maîche
- Mancenans-Lizerne
- Meslières
- Montancy
- Montandon
- Mont-de-Vougney
- Montécheroux
- Montjoie-le-Château
- Orgeans-Blanchefontaine
- Pierrefontaine-lès-Blamont
- Les Plains-et-Grands-Essarts
- Roches-lès-Blamont
- Saint-Hippolyte
- Soulce-Cernay
- Les Terres-de-Chaux
- Thiébouhans
- Thulay
- Trévillers
- Urtière
- Valoreille
- Vaufrey
- Villars-lès-Blamont